# Francesco Caratti
Francesco Caratti (* um 1615 in Bissone, Schweiz; † 30. Januar 1677 in Prag) war ein italienisch-schweizerischer Architekt des Frühbarocks in Böhmen.

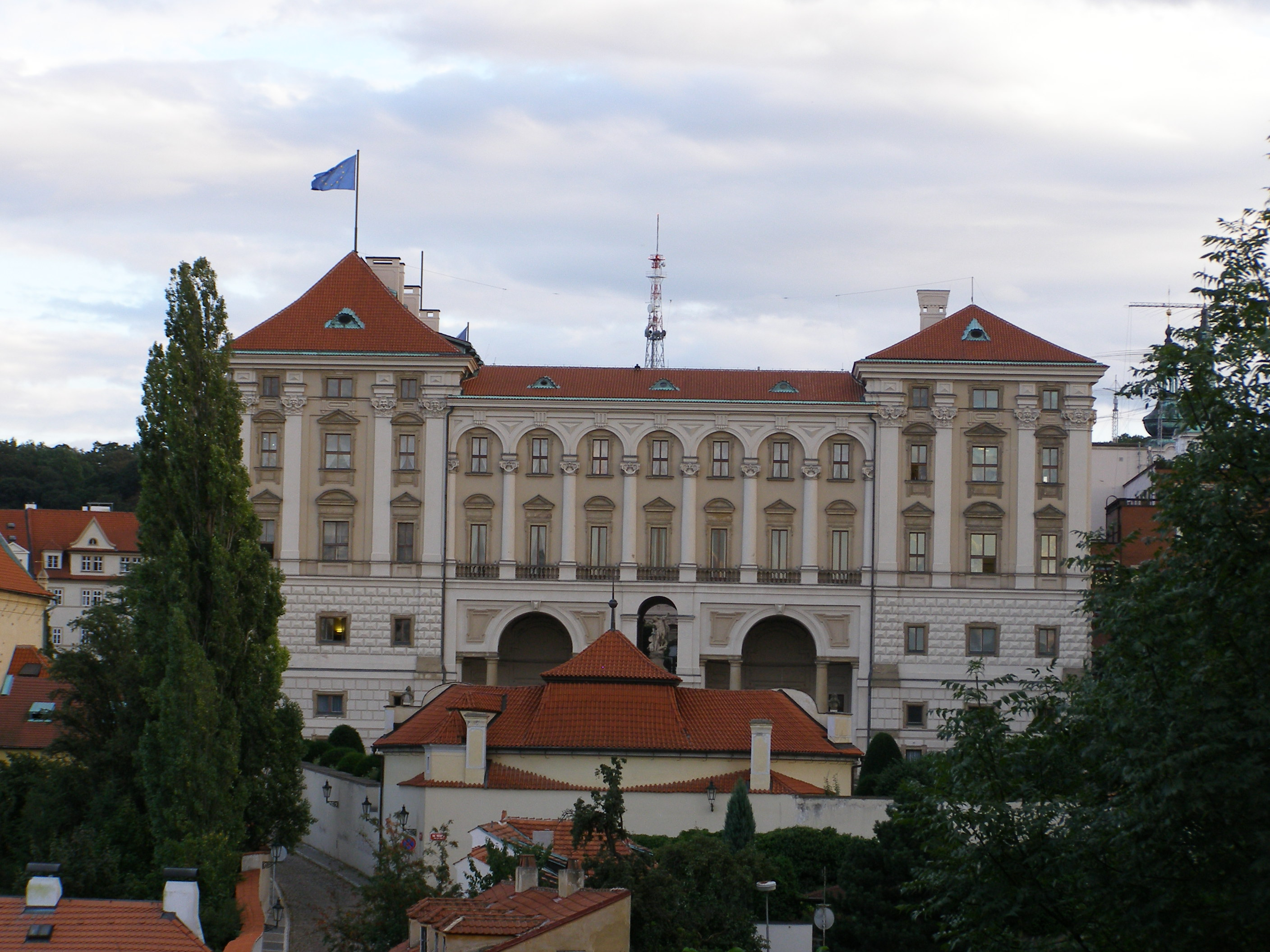
Francesco Caratti: Černín Palast, Prag

## Leben
Caratti stammt aus dem Schweizer Kanton Tessin und erlernte sein Handwerk in Norditalien, Wien, Valtice und Prag. 1652 ließ er sich in Prag nieder, wo er schon bald neben Carlo Lurago und Giovanni Domenico Orsi de Orsini zu den bedeutendsten Architekten gehörte. Zu seinen Prager Hauptwerken gehört die 1656 begonnene Kleinseitner Maria-Magdalena-Kirche und das von 1669 bis 1692 errichtete Palais Czernin. Außerhalb Prags errichtete er von 1653 bis 1665 für die Familie Lobkowitz das Schloss Raudnitz.
Zu seinen Schülern gehörte Giovanni Battista Maderno.

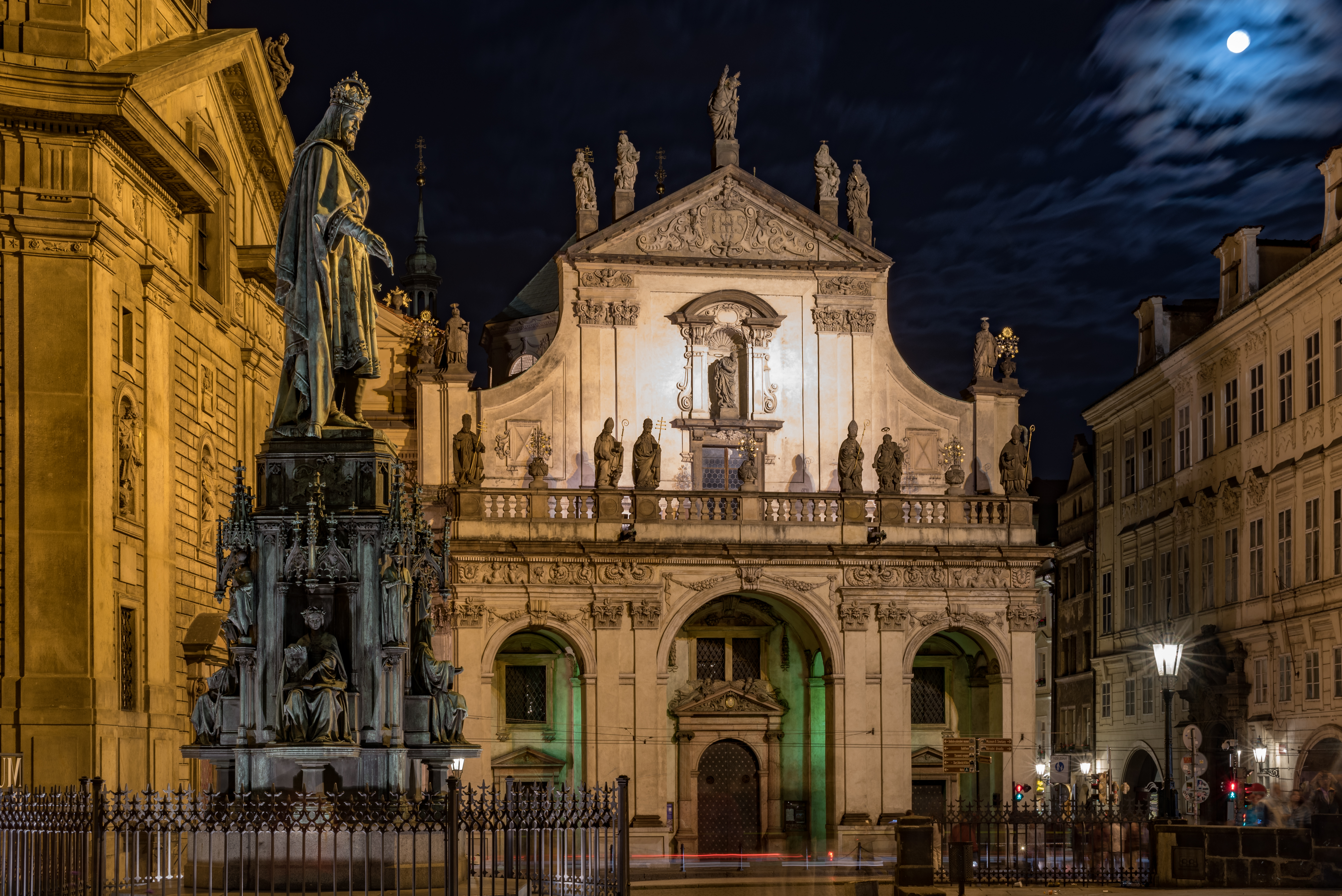
Prag, Staré Město, Salvatorkirche

Am 22. November 1656 heiratete er in Bissone am Luganersee Veronica, Tochter des nobilitierten Wiener Hofbildhauers Pietro Maino Maderno. Mit Maderno hatte er ab 1645 im Auftrage des Fürsten Karl Eusebius von Liechtenstein in Eisgrub gearbeitet, als Steinmetzmeister bezeichnet.

## Bauwerke

### In Prag
- Palais Czernin (der Vorentwurf soll von Gian Lorenzo Bernini stammen)
- Palais Nostitz
- Entwürfe für den Gebäudetrakt des Clementinums (ausgeführt von Carlo Lurago)
- Salvatorkirche: Kuppel
- Jesuitenkolleg bei der St.-Nikolaus-Kirche (zusammen mit Giovanni Domenico Orsi de Orsini)
- Alter Königspalast am Hradschin: Adlerbrunnen vor dem Eingang

### In anderen Orten in Böhmen
- Feldsberg: Umgestaltung des Schlosses
- Kosmanos: Hl.-Kreuz-Kirche
- Neuhaus: Barockisierung der Maria-Magdalenen-Kirche (zusammen mit Giovanni Domenico Orsi de Orsini)
- Neubistritz: Dreifaltigkeitskirche des Pauliner-Klosters
- Raudnitz: Barockisierung des Schlosses (zusammen mit Antonio della Porta)